# Journal of Toxicology and Environmental Health – Part A – Current Issues
Das Journal of Toxicology and Environmental Health – Part A – Current Issues, abgekürzt J. Toxicol. Env. Health Part A, ist eine wissenschaftliche Fachzeitschrift, die vom Taylor&Francis-Verlag veröffentlicht wird. Die Zeitschrift wurde 1975 unter dem Namen Journal of Toxicology and Environmental Health gegründet und 1998 in die Reihen A und B aufgespalten. Derzeit erscheint die Zeitschrift mit 24 Ausgaben im Jahr. Es werden Arbeiten veröffentlicht, die sich mit der Fragen der Umwelttoxikologie beschäftigen.
Der Impact Factor der Zeitschrift lag im Jahr 2018 bei 2,649.